# Шлеммін
Шлеммін (нім. Schlemmin) — громада в Німеччині, розташована в землі Мекленбург-Передня Померанія. Входить до складу району Передня Померанія-Рюген. Складова частина об'єднання громад Рібніц-Дамгартен.
Площа — 21,83 км2. Населення становить 291 ос. (станом на 31 грудня 2020).

## Галерея

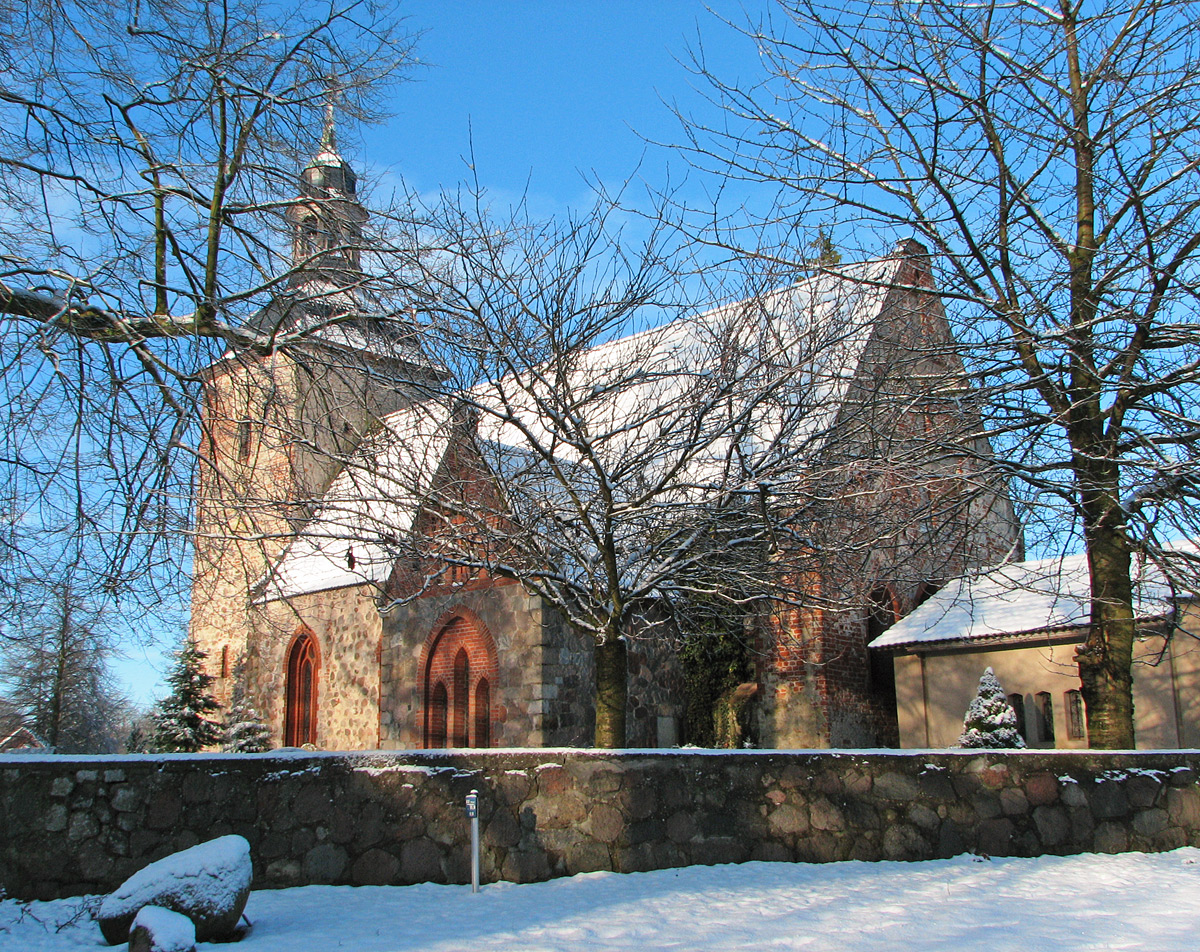